# Ine (Kioto)
Ine (伊根町 Ine-chō?) es un pueblo localizado en la prefectura de Kioto, Japón. En junio de 2019 tenía una población de 1.933 habitantes y una densidad de población de 31,2 personas por km². Su área total es de 61,95 km².

## Geografía

### Localidades circundantes
- Prefectura de Kioto
  - Miyazu
  - Kyōtango

## Demografía
Según datos del censo japonés, la población de Ine ha disminuido en los últimos años.
| Año del censo | Población |
| ------------- | --------- |
| 1995          | 3.361     |
| 2000          | 3.112     |
| 2005          | 2.718     |
| 2010          | 2.410     |
| 2015          | 2.110     |